# Lepakshi
Lepakshi è un piccolo villaggio e un importante sito storico e archeologico situato nel distretto di Anantapur, nello stato indiano dell'Andhra Pradesh. Il sito presenta tre santuari dedicati a Shiva, Visnù e Virabhadra, ed è localizzato 15 km a est di Hindupur e circa 100 km a nord di Bangalore.

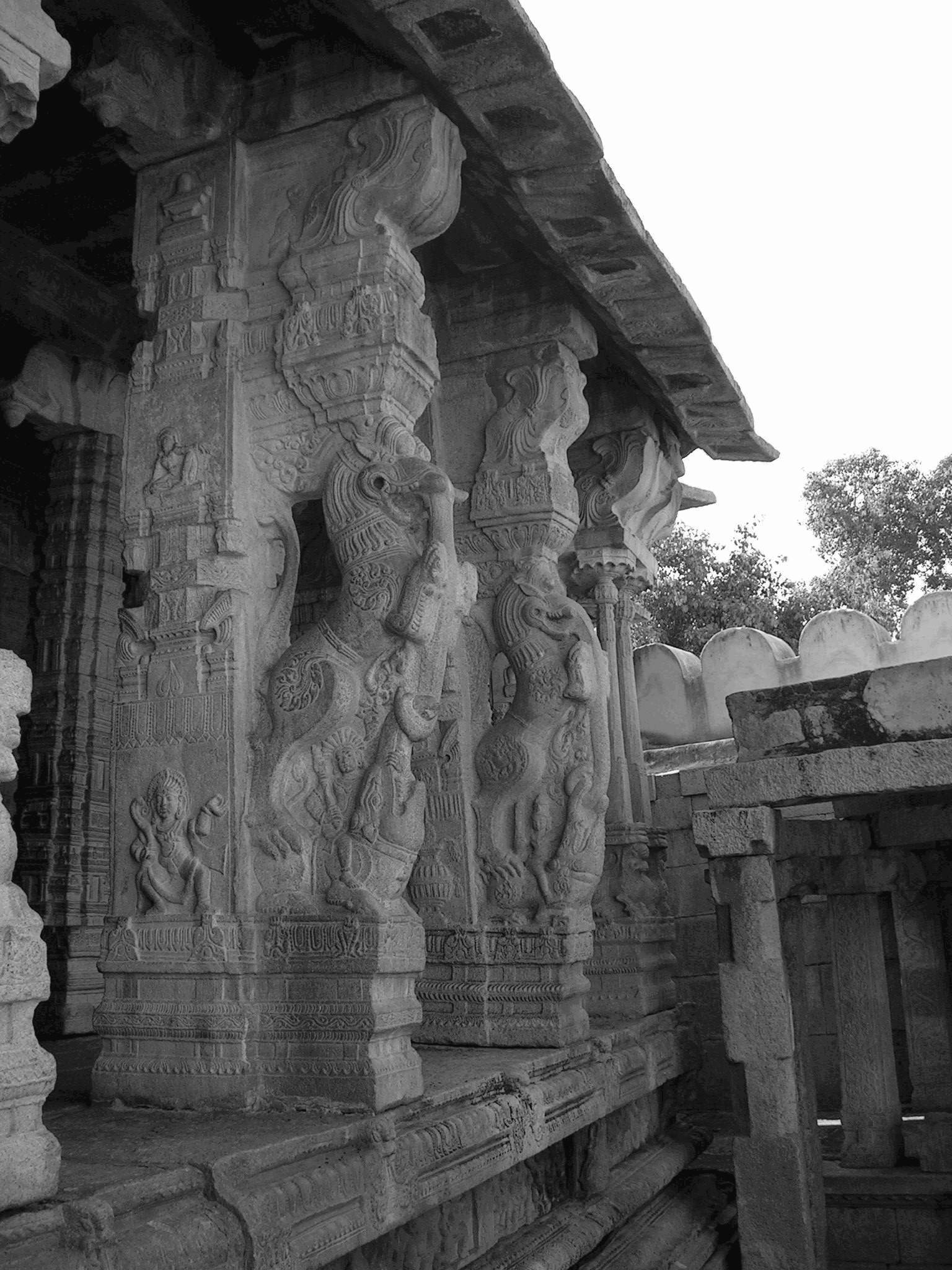
Sculture.

Il tempio di Veerabhadra è un notevole esempio dello stile architettonico di Vijayanagara, con interessanti sculture create dagli artigiani durante le vestigia dell'Impero di Vijayanagara. Un enorme toro Nandi costituito da un'unica pietra di granito è uno dei monumenti principali. Sono presenti numerose iscrizioni antiche in lingua kannada.